# Propachyotoma conica
Propachyotoma conica  (лат.) — ископаемый вид скрыточелюстных членистоногих подкласса ногохвостки из семейства Isotomidae. 

## Описание
Обнаружен в бирманском янтаре (типовая серия: Kachin State, Hukawng Valley, 32 км ю.-з. Tanai, около Noije Bum, Мьянма, Юго-Восточная Азия). Меловой период, сеноманский ярус (около 100 млн лет). Длина тела 1,1 мм. Длина щетинок на голове от 0,003 до 0,005 мм, а на груди и брюшке — до 0,02 мм. Сегменты усиков несут микроскопические короткие щетинки длиной от 0,003 до 0,009 мм. Число омматидиев в глазах: 6+6. Число видимых брюшных сегментов: 6. Вид Proisotoma pettersonae был впервые описан в 2006 году американскими энтомологами Кеннетом Христиансеном (Kenneth Christiansen) и Полом Насцимбене (Paul Nascimbene) по типовой серии, хранящейся в Американском музее естественной истории (Нью-Йорк) вместе с Cretacentomobrya burma, Protoisotoma burma, Sminthurconus grimaldi, Proisotoma pettersonae и другими новыми ископаемыми видами. Видовое название P. conica дано по причине конических зубцевидных выступов, а родовое происходит от названия наиболее близкого современного рода Pachyotoma. Сходен с родами коллембол Archisotoma и Pachyotoma.